# Kurotaki
Kurotaki (黒滝村?) è un villaggio giapponese della prefettura di Nara.